# Mohammed Al-Fatil
Mohammed Al-Fatil (Arabia Saudita; 4 de enero de 1992) es un futbolista de Arabia Saudita. Juega como defensa y su equipo actual es el Al-Nassr FC de Arabia Saudita.

## Selección nacional

### Participaciones en Copas del Mundo
| Mundial                     | Sede     | Resultado        | Partidos | Goles |
| --------------------------- | -------- | ---------------- | -------- | ----- |
| Copa Mundial Sub-20 de 2011 | Colombia | Octavos de final | 4        | 1     |

## Clubes
| Club        | País           | Año           |
| ----------- | -------------- | ------------- |
| Al-Ahli     | Arabia Saudita | 2010-2021     |
| Al-Nassr FC | Arabia Saudita | 2021-presente |

## Palmarés

### Títulos internacionales
| Título                      | Club           | País           | Año  |
| --------------------------- | -------------- | -------------- | ---- |
| Campeonato de Clubes Árabes | Al-Nassr F. C. | Arabia Saudita | 2023 |